# Hôtel Almássy
 (septembre 2018).
Si vous disposez d'ouvrages ou d'articles de référence ou si vous connaissez des sites web de qualité traitant du thème abordé ici, merci de compléter l'article en donnant les références utiles à sa vérifiabilité et en les liant à la section « Notes et références ».
L'Hôtel Almássy (en hongrois : Almássy-kúria) est un édifice situé centre historique de  Miskolc en Hongrie et construit au XIXe siècle dans le style Baroque et est considéré comme un des plus beaux monuments de la ville.
Il abrite la maison européenne depuis 2001 qui est un important centre culturel,.